# Trappano
Trappano (in croato Trpanj) è un comune di 727 abitanti nella regione raguseo-narentana in Croazia, nella penisola di Sabbioncello, nella regione geografica della Dalmazia.

## Geografia antropica

### Località
Il comune di Trappano comprende 4 insediamenti (naselja), di seguito elencati. Tra parentesi il nome in lingua italiana, generalmente desueto.
- Donja Vrućica (Vrucizza Inferiore): 33 ab.
- Duba Pelješka (Fassòla ): 44 ab.
- Gornja Vrućica (Vrucizza Superiore): 46 ab.
- Trpanj - Trappano, sede comunale: 598 ab.